# Ливийско-марокканские отношения
Ливийско-марокканские отношения — двусторонние дипломатические отношения между Марокко и Ливией. 

## История
Между странами исторически сложились тесные связи: являются частью Магриба, были завоёваны арабами, а также исповедуют ислам. Однако в последующем страны пошли по разным историческим путям: Марокко стало независимым арабо-берберским королевством с особой идентичностью; в то время как Ливия стала частью Османской империи. Угасание Османской империи привело к тому, что Ливия и Марокко попали под итальянскую и французскую колонизации. Ливия стала первой среди стран Магриба, восстановившей независимость после окончания Второй мировой войны и поражения Италии; в то время как Марокко получило независимость от Франции только в 1956 году. После обретения независимости Марокко были установлены отношения с Ливией.
Первоначально оба государства были монархическими: у короля Ливии Мухаммада Идриса ас-Сануси и короля Марокко Мухаммеда V были крепкие дружеские отношения. Однако, распространение идеологии панарабизма повлияло на эти страны, что привело к падению ливийской династии Сануситов, а марокканская монархия при этом сумела выстоять.
С тех пор между странами начался напряжённый период отношений, так как в Ливии пришёл к власти Муаммар Каддафи. Личная неприязнь между руководителями государств вскоре переросла в национальный конфликт. Муаммар Каддафи вмешался в проблему Западной Сахары, поддержав повстанцев Полисарио, а король Марокко Хасан II организовал установление секретных отношений с Израилем, что вызвало напряжённость в отношениях с Ливией. В 1987 году Муаммар Каддафи, как выяснилось, планировал убийство короля Марокко Хасана II, которое так и не было осуществлено. Тем не менее, обе страны поддерживали отношения на низком уровне, и недоверие со стороны Муаммара Каддафи к Хасану II, а затем и к его преемнику Мухаммеду VI, заставляло Ливию дистанцироваться от Марокко. В 1984 году две страны сформировали политический альянс, который распался после встречи Хасана II с премьер-министром Израиля Шимоном Пересом в 1986 году.
Напряжённость в отношениях между странами уменьшилась с реинтеграцией Ливии в мировое сообщество, но недоверие всё так же нарастало. В 2001 году Мухаммед VI посетил Ливию и Муаммар Каддафи назвал его «своим сыном», что было расценено как оскорбление марокканской королевской семьи.
В 2011 году началась гражданская война в Ливии как часть Арабской весны между сторонниками и противниками Муаммара Каддафи, а в Марокко всё ограничилось протестными акциями. Однако, Марокко оперативно поддержало действия повстанцев против правительства Муаммара Каддафи и осудило его режим в Лиге арабских государств, а также король Марокко Мухаммед VI предложил провести политические реформы. После того, как гражданская война в Ливии окончилась вместе со смертью Муаммара Каддафи, Марокко испытывало большую надежды на установление дружеской связи с этой страной. Однако, насилие в Ливии в 2014 году переросло во вторую фазу гражданской войны, что разрушило большую часть инфраструктуры страны. Марокко, в очередной раз, предложило свою кандидатуру в качестве посредника для решения споров между враждующими ливийскими фракциями, заключив в 2015 году соглашение под руководством ООН по формированию единого правительства Ливии.
Посольство Марокко в Триполи в 2015 году было атаковано боевиками ИГИЛ.
Однако, в последнее время Марокко негативно воспринимает растущее влияние Алжира в Ливии и пытается расположить правительство этой страны на свою сторону, поскольку алжирские власти находятся в противостоянии с Марокко за сферы влияния в Северной Африке.

## Дипломатические представительства
- Ливия имеет посольство в Рабате[13] и генеральное консульство в Касабланке[14].
- Марокко содержит посольство в Триполи[15].